# 浍河水库
浍河水库是中国山西省临汾市曲沃县境内的一座水库，位于浍河上，建于1959年。水库正常库容为3370万立方米，集雨面积为963平方千米，海拔为493米。